# How Great Thou Art (альбом)
How Great Thou Art (англ. Как велик Ты) — восьмой студийный альбом американского певца Элвиса Пресли, его второй альбом в жанре госпел. Именно этот альбом принёс Пресли впервые награду «Грэмми» (в категории «Духовный альбом»). Пластинка заняла 18-е место в американском хит-параде.
Для Пресли, выросшего в набожной семье, церковные гимны были одной из его любимых музыкальных тем. Его первая пластинка в жанре госпел — мини-альбом «Peace in the Valley)» — вышла в 1957 году, а первый долгоиграющий альбом — «His Hand In Mine» — в 1960 году; в 1972 году вышел ещё один госпельный альбом.
Запись альбома была осуществлена 25—28 мая 1966 года в студиях RCA в Нэшвилле под руководством Фелтона Джарвиса, ставшего после этих записей постоянным продюсером Пресли до конца его жизни. Финальная песня — «Crying In The Chapel» — была записана ещё в 1960 году для альбома «His Hand In Mine», но по каким-то причинам не была включена тогда в тот альбом и вышла в свет лишь в апреле 1965 года (сингл занял 3-е место в США и 1-е в Великобритании).
Позже Пресли получит ещё одну награду «Грэмми» за концертное исполнение заглавной песни с этого альбома (см. «Elvis Recorded Live On Stage In Memphis»).

## Список композиций
1. How Great Thou Art (3:04)
2. In the Garden (3:13)
3. Somebody Bigger Than You and I (2:30)
4. Farther Along (4:07)
5. Stand by Me (2:29)
6. Without Him (2:32)
7. So High (1:59)
8. Where Could I Go But to the Lord (3:39)
9. By and By (1:53)
10. If the Lord Wasn’t Walking by My Side (1:40)
11. Run On (2:24)
12. Where No One Stands Alone (2:44)
13. Crying in the Chapel (2:24)